# Nabil Elaraby
Nabil Elaraby (Arabisch: نبيل العربي) (Caïro, 15 maart 1935 – aldaar, 26 augustus 2024) was een Egyptisch diplomaat, hoogleraar, rechter en politicus. Hij maakte een uitgebreide diplomatieke carrière waarin hij onder meer betrokken was bij de totstandkoming van de Camp Davidakkoorden in 1978. Voor de periode van 2001 tot 2006 werd hij benoemd tot rechter van het Internationaal Gerechtshof en na de val van president Hosni Moebarak was hij Minister van Buitenlandse Zaken. Tussen 2011 en 2016 was hij secretaris-generaal van de Arabische Liga.

## Levensloop
Elaraby studeerde rechtsgeleerdheid aan de Universiteit van Caïro en behaalde hier in 1955 zijn licentiaat in rechten. In 1969 slaagde hij voor zijn mastergraad in internationaal recht aan de New York-universiteit.
Vanaf 1968 werkte hij als wetenschapper op het gebied van internationaal recht voor het United Nations Institute for Training and Research (UNITAR). Vanaf 1973 was hij als juridisch adviseur voor de Egypitische regering, onder meer van 1973 tot 1975 voor de delegatie tijdens de VN-vredesconferentie voor over het Midden-Oosten. Ook fungeerde hij als juridisch adviseur tijdens de onderhandelingen die leidden tot de Camp Davidakkoorden in 1978.
Van 1978 tot 1981 was hij ambassadeur en permanent vertegenwoordiger bij de Verenigde Naties in New York en aansluitend tot 1983 ambassadeur in India. Van 1987 tot 1991 was hij permanent vertegenwoordiger van Egypte bij de VN in Genève.
Ondertussen was hij in 1981 en 1982 voorzitter van de speciale commissie van de VN ter versterking van het principe van geweldloosheid in internationale relaties. Ook stond hij van 1985 tot 1989 aan het hoofd van de regeringsdelegatie van de Taba-onderhandelingen en was hij van 1989 tot 1992 arbiter bij het Arbitragehof van de Internationale Kamer van Koophandel in Parijs in een conflict aangaande het Suezkanaal. In 1990 was hij verder rechter van het Tribunaal van de Organisatie van olie-exporterende landen (OPEC).
In de jaren negentig voerde hij allerlei diplomatieke taken uit voor de Egyptische regering, bij in het bijzonder de Verenigde Naties. Zo was hij onder meer lid van de Commissie voor Internationaal Recht van de VN en permanent vertegenwoordiger van Egypte. Ook was hij in 1996 voorzitter de Veiligheidsraad en in 1993, 1994 en 1997 vicevoorzitter van de Algemene Vergadering van de Verenigde Naties.
Verder was hij in deze jaren actief als partner van een commercieel advocatenkantoor en lid van het bestuur van het International Peace Research Institute in Stockholm.
Van 2001 tot 2006 werd benoemd tot rechter van het Internationaal Gerechtshof. Na de val van president Hosni Moebarak werd hij Minister van Buitenlandse Zaken in het kabinet van Essam Sharaf. In mei 2011 werd hij secretaris-generaal van de Arabische Liga; hij vervulde die functie tot 2016 toen hij werd opgevolgd door Ahmed Aboul Gheit.
Naast zijn diplomatieke carrière was Elaraby gasthoogleraar aan verschillende academische instellingen, waaronder de Haagsche Academie voor Internationaal Recht, de New York-universiteit, Yale, Columbia en meer. In eigen land gaf hij daarnaast les aan de diplomatenopleiding van het Ministerie van Buitenlandse Zaken.
Elaraby overleed op 26 augustus 2024 op 89-jarige leeftijd aan hartaanval.
- Bibliothèque nationale de France: cb171291396 (data)
- Gemeinsame Normdatei: 1180710916
- International Standard Name Identifier: 0000 0003 6115 4970
- Library of Congress Control Number: no2012011246
- Nationale Bibliotheek van Israël: 987007603985705171
- Virtual International Authority File: 222154539
- WorldCat: E39PBJg4gKP4tkp3XFyCgf6dwC